# All Is Dream
All Is Dream è il quinto album del gruppo rock statunitense Mercury Rev, pubblicato nel 2001 dalla V2 Records.
Venne pubblicato tre anni dopo il successo di Deserter's Songs, ed è il primo album della band senza la flautista Suzanne Thorpe e il batterista Jimy Chambers.

## Tracce
1. The Dark Is Rising – 4:52
2. Tides of the Moon – 5:13
3. Chains – 4:22
4. Lincoln's Eyes – 7:09
5. Nite and Fog – 3:58
6. Little Rhymes – 5:13
7. A Drop in Time – 4:20
8. You're My Queen – 2:33
9. Spiders and Flies – 4:11
10. Hercules – 7:52

## Formazione

### Gruppo
- Jonathan Donahue – voce, chitarra acustica
- Grasshopper – chitarra
- Dave Fridmann – basso, Mellotron
- Jeff Mercel – batteria, pianoforte

### Altri musicisti
- Sarah Adams – viola
- Joel Eckhaus – Sega musicale